# Мец (округ)
Округ Мец (фр. Arrondissement de Metz) — округ у Франції, в департаменті Мозель. 2023 року округ об'єднував 139 муніципалітетів, населення становило 351 246 осіб.
Адміністративний центр (супрефектура) — Мец.

## Муніципалітети
Список муніципалітетів округу та їхні коди INSEE:
1. Агонданж
2. Аманвілле
3. Амневіль
4. Ансервіль
5. Ансі-Дорно
6. Антії
7. Аргансі
8. Аррі
9. Арс-Лакнексі
10. Арс-сюр-Мозель
11. Базонкур
12. Бе
13. Беші
14. Бронво
15. Бюртонкур
16. Бюші
17. Вані
18. Ванту
19. Верневіль
20. Верні
21. Віжі
22. Вілле-Стонкур
23. Віньї
24. Во
25. Врі
26. Вуаппі
27. Вюльмон
28. Глатіньї
29. Горз
30. Гравелотт
31. Гуен
32. Е
33. Е-сюр-Мозель
34. Еннері
35. Жуї-оз-Арш
36. Журі
37. Жуссі
38. Колліньї-Мезері
39. Корні-сюр-Мозель
40. Куен-ле-Кюврі
41. Куен-сюр-Сей
42. Куенсі
43. Курсель-сюр-Ньє
44. Курсель-Шоссі
45. Кюврі
46. Ла-Макс
47. Лакнексі
48. Ле-Бан-Сен-Мартен
49. Лез-Етан
50. Лемюд
51. Лессі
52. Лонжвіль-ле-Мец
53. Лоррі-ле-Мец
54. Лоррі-Мардіньї
55. Лувіньї
56. Люппі
57. Льєон
58. Мальруа
59. Маранж-Сьйванж
60. Маріель-Везон
61. Марлі
62. Марсії
63. Мезеруа
64. Мезьєр-ле-Мец
65. Мей
66. Меклев
67. Мец
68. Монтіньї-ле-Мец
69. Монтуа-ла-Монтань
70. Монше
71. Мулен-ле-Мец
72. Новеан-сюр-Мозель
73. Норруа-ле-Венер
74. Нуассвіль
75. Нуї
76. Об
77. Ожі-Монтуа-Фланвіль
78. Оконкур
79. Оньї
80. Орні
81. Панж
82. Паньї-ле-Гуен
83. Пельтр
84. П'єррвілле
85. Плаппвіль
86. Пленуа
87. Поммер'є
88. Понтуа
89. Пуї
90. Пурнуа-ла-Шетів
91. Пурнуа-ла-Грасс
92. Равіль
93. Резонвіль-Вйонвіль
94. Ремії
95. Ретонфе
96. Розер'єль
97. Ромба
98. Ронкур
99. Саї-Ашатель
100. Санрі-ле-Віжі
101. Санрі-сюр-Ньє
102. Секур
103. Семекур
104. Сен-Жульєн-ле-Мец
105. Сен-Жур
106. Сен-Прива-ла-Монтань
107. Сен-Юбер
108. Сент-Барб
109. Сент-Марі-о-Шен
110. Сент-Рюффін
111. Сервіньї-ле-Равіль
112. Сервіньї-ле-Сент-Барб
113. Сі-Шазель
114. Сії-ан-Сольнуа
115. Сії-сюр-Ньє
116. Сілленьї
117. Сольні
118. Сольнь
119. Сорбе
120. Таланж
121. Тімонвіль
122. Траньї
123. Тремері
124. Фаї
125. Фев
126. Феї
127. Флеві
128. Флері
129. Флокур
130. Фовіль
131. Шаї-лез-Еннері
132. Шанвіль
133. Шарлевіль-су-Буа
134. Шарлі-Орадур
135. Шатель-Сен-Жермен
136. Шеміно
137. Шені
138. Шеризе
139. Ш'єль